# Dina Sassoli
Pour les articles homonymes, voir Sassoli.
Dina Sassoli (5 août 1920, Rimini - 24 mars 2008, Rome) est une actrice italienne. Elle est connue pour sa collaboration avec le réalisateur Mario Camerini.

## Biographie
Rendue célèbre internationalement pour son interprétation de Lucia dans le film Promessi sposi en 1941 de Mario Camerini.
Elle a joué dans une cinquantaine de films réalisés par des réalisateurs tels que Luigi Comencini, Giuseppe Bertolucci, Giuliano Montaldo, Mario Mattoli, Alberto Lattuada, Camillo Mastrocinque, Alessandro Blasetti accanto ad attori come Eduardo De Filippo, Peppino De Filippo, Vittorio De Sica, Aldo Fabrizi, Gino Cervi, Aroldo Tieri, Massimo Girotti, Eleonora Rossi Drago, Cesco Baseggio, Valentina Cortese, Clara Calamai, Amedeo Nazzari, Ruggero Ruggeri.
Elle a également joué au théâtre, dans de grandes compagnies, aux côtés des acteurs comme Vittorio Gassman, Anna Proclemer, Gino Cervi et Gabriele Lavia.
À la télévision, il est important de se rappeler son interprétation dans Le sorelle Materassi réalisé par Mario Ferrero.
Son histoire mouvementée avec Massimo Serato est restée fameuse. Il l'a finalement quittée pour Anna Magnani.

## Filmographie

### Cinéma
- 1939 : Le Père Lebonnard de Jean de Limur
- 1939 : Follie del secolo de Amleto Palermi
- 1940 : Alessandro sei grande! de Carlo Ludovico Bragaglia
- 1940 : Kean de Guido Brignone
- 1941 : I promessi sposi de Mario Camerini
- 1941 : Miseria e nobiltà de Corrado D'Errico
- 1942 : Le Lion de Damas (Il leone di Damasco) de Corrado D'Errico et Enrico Guazzoni
- 1945 : Sept femmes, sept destins (Nessuno torna indietro) de Alessandro Blasetti
- 1949 : Il mulino del Po de Alberto Lattuada
- 1949 : Rondini in volo de Luigi Capuano
- 1949 : Signorinella de Mario Mattoli
- 1949 : La roccia incantata de Giorgio Morelli
- 1951 : Cameriera bella presenza offresi... de Giorgio Pàstina
- 1951 : Son dernier verdict (L'ultima sentenza) de Mario Bonnard
- 1952 : Les enfants ne sont pas à vendre (I figli non si vendono) de Mario Bonnard
- 1953 : La morte è discesa molto presto de Edmond Greville
- 1953 : Tormento di anime de Cesare Barlacchi
- 1954 : La Prisonnière d'Amalfi (La prigioniera di Amalfi) de Giorgio Cristallini
- 1957 : Kean de Vittorio Gassman
- 1965 : Scaramouche de Daniele D'Anza
- 1972 : Rosina Fumo va in città a farsi il corredo de Claudio Gora
- 1972 : Fratello ladro de Pino Tosini

### Télévision
- 1986 : La storia, réalisé par Luigi Comencini